# Michał Załęcki
Michał Wojciech Załęcki – polski lekarz weterynarii, doktor habilitowany nauk rolniczych.

## Kariera naukowa
W 2004 roku uzyskał tytuł lekarza weterynarii, nadanego przez Uniwersytet Warmińsko-Mazurski w Olsztynie. 
8 lipca 2009 roku ukończył studia doktoranckie na kierunku nauki weterynaryjne na Wydziale Medycyny Weterynaryjnej Uniwersytetu Warmińsko-Mazurski w Olsztynie na podstawie pracy pt. Lokalizacja i kodowanie chemiczne zewnątrzpochodnych neuronów zaopatrujących mięsień zwieracz odźwiernika żołądka świni domowej.
Od 2009 roku zatrudniony jest w Uniwersytecie Warmińsko-Mazurskim w Olsztynie.
13 września 2019 roku uzyskał stopień doktora habilitowanego nauk rolniczych w dyscyplinie weterynarii na Wydziale Medycyny Weterynaryjnej Uniwersytetu Warmińsko-Mazurski w Olsztynie na podstawie rozprawy pt. Śródścienne zstępujące projekcje nerwowe zaopatrujące zwieracz odźwiernika żołądka świni domowej i wpływ eksperymentalnie wywoływanych owrzodzeń dystalnej części żołądka na plastyczność enterycznego układu nerwowego z uwzględnieniem zmian ekspresji wybranych neuropeptydów i ich receptorów w neuronach i tkankach.

## Publikacje
- 2006: Distribution and morphology of the NOS-immunoreactive neurons in the thoracolumbar and sacral spinal cord of the pig.
- 2007: Organization of acetylocholine-containing structures in the cranial motor nuclei of the rhombencephalon of the pig.
- 2008: A comparison of the distribution and morphology of Chat-, VAChT- immunoreactive and AChE-positive neurons in the thoracolumber and sacral spinal cord of the pig.
- 2008: Co-localisation of NOS- and ChAT-immunreactvity in the spinal autonomic nuclei of the pig.
- 2008: Co- localization of NOS-and ChAT-immunoreactivity in the spinal autonomic nuclei of the pig. An immunocytochemical study.
- 2014: Effect of zinc-binding proteins of seminal plasma on motility and membrane integrity of canine spermatozoa stored at 5°C.
- 2015: The Influence of Antral Ulcers on Intramural Gastric Nerve Projections Supplying the Pyloric Sphincter in the Pig (Sus scrofa domestica)-Neuronal Tracing Studies.
- 2016: The Influence of Gastric Antral Ulcerations on the Expression of Galanin and GalR1, GalR2, GalR3 Receptors in the Pylorus with Regard to Gastric Intrinsic Innervation of the Pyloric Sphincter.
- 2018: Galaninergic intramural nerve and tissue reaction to antral ulcerations.
- 2019: Gastric ulcer induced changes in substance P and Nk1, Nk2, Nk3 receptors expression in different stomach localizations with regard to intrinsic neuronal system.

Opracowano na podstawie źródła:.